# Trichophysetis obnubilalis
Trichophysetis obnubilalis is een vlinder van de familie van de grasmotten (Crambidae), uit de onderfamilie van de Glaphyriinae. De wetenschappelijke naam van deze soort is voor het eerst voorgesteld als Parapoynx obnubilalis door Hugo Theodor Christoph in een publicatie uit 1881.
De soort komt voor in Rusland (Oblast Amoer).